# Janez I. Culemborški
Janez (Johan) I. Beusichemski, gospod Culemborški (okoli 1277 – november 1321) je bil gospod Culemborški, Maurik-ški in dedni točaj Knezoškofije Utrecht.

## Življenje
Bil je sin Huberta I. Culemborškega in Elizabete Arkelske, hčere Janeza I. Arkelskega. Leta 1304 je Janez I. Culemborški za kazen porušil grad Schalkwijk, ker se je njegov lastnik Bertold (Gijsbert) iz Schalkwijka vključil v bitko pri Leku. Leta 1310 je Janez pokroviteljstvo cerkve Svete-Barbare v Culemborgu prenesel na kapitelj Svetega-Janeza v Utrechtu. 13. maja 1314 je Janez od pobegle družine Amstelskih kupil del posesti Schalkwijk, nakar je 12. junija 1321 celotna posest prešla v njegovo last.
6. decembra 1318 je Janez podelil prve mestne pravice Culemborgu z listino o prenosu na meščane okrožja. Akt ali listino so sopodpisali njegov sin Hubert, njegov brat Sveder Vianenski, Gijsbreht Kaets, Johan Liendenski in Gerit Rossumski.

## Poroka in otroci
Bil je poročen z Margareto Mauriško, hčerko Gerharda Mauriškega. Imela sta naslednje otroke:
- Hubert II. Culemborški

Leta 1308 se je drugič poročil s svojo sestrično Agnes Pieternel (Petronela) Zujlensko iz Abcoude, hčerko Gijsbrehta II. Zujlenskega iz Abcoudeja. Ta poroka je bila opravljena z odpustkom papeža. Imela sta naslednje otroke: 
- Klementina Culemborška
- Janez Culemborški (umrl 1358) je bil gospod Woudenberški, Renswoudejski in Emminckhoveski in je bil poročen s Sibelijo Borselensko. Imel je sedež v svetu Geldersa in bil nekaj časa njegov oskrbnik. Veliko je prispeval, da je prišlo do sklenitve zakona med Reinaldom III. Gelderskim in Marijo Brabantsko. Svoje posesti v Culemborgu je prodal svojemu polbratu Hubertu leta 1341.[4]